# Antoine Roux
Pour les articles homonymes, voir Roux (patronyme).
Antoine Roux (25 janvier 1821 à Combronde - 1er mars 1887 à Bordeaux) est un peintre paysagiste auvergnat.

## Biographie
Il fut élève du peintre Louis Devedeux. Dès 1863, il quitte l'Auvergne pour Paris où il exposera ses œuvres dans divers salons. Il se fait une spécialité de la représentation de rues de villes et villages de sa région :
- Les bords de l'Allagnon (Auvergne)
- Une rue de Châteldon (1873)
- Une rue de Royat (Puy-de-Dôme) (1873)
- Un intérieur de cour à Davayat (1876)
- Un intérieur de cour à Saint-Bonnet (Cantal) (1879)

mais aussi de destinations plus lointaines :
- Une rue à San Remo (1878)
- Une rue à Alger (1880)

Sa fille adoptive épousera Étienne Clémentel, homme politique de la Troisième République, plusieurs fois ministre et maire de Riom pendant 32 ans.

## Ses œuvres dans les musées
- Clermont-Ferrand, Musée d'art Roger-Quilliot
- Carcassonne